# 安德鲁·维特比
安德鲁·詹姆斯·维特比（英語：Andrew James Viterbi，1935年3月9日—），美国电機工程师和企業家，高通公司的共同创建者之一。

## 生平
维特比生于意大利贝尔加莫的一个犹太家庭，1939年随父母移居美国。1952年进入麻省理工学院就读，1957年获该校电气工程理学士学位。后进入喷气推进实验室，为开发锁相环做了一定的工作。1963年获南加州大学博士学位。
维特比后来成为了加州大学洛杉矶分校和圣地牙哥分校电气工程教授。1967年他发明了维特比算法，用来解码卷积编码数据。在律师的建议下，他没有就此算法申请专利。他还帮助开发了手机的CDMA标准。
1968年他与厄文·雅各布创立了Linkabit公司。1985年他与厄文·雅各布创立了高通公司。